# جيرهارد مولر
جيرهارد مولر (بالألمانية: Gerhard Ludwig Müller) (و. 1947  م) هو كاهن كاثوليكي، وعالم عقيدة، وأستاذ جامعي، من ألمانيا، ولد في ماينتس.

## مناصب
تولى منصب الكاردينال، Sant'Agnese in Agone ‏ (منذ 22 فبراير 2014)، ورئيس الاساقفة (منذ 2 يوليو 2012)، وأسقف كاثوليكي، Roman Catholic Diocese of Regensburg ‏ (منذ 24 نوفمبر 2002)، وكاهن كاثوليكي، Roman Catholic Diocese of Mainz ‏ (منذ 11 فبراير 1978).

## التعليم
تعلم في جامعة لودفيش ماكسيميليان في ميونخ، وجامعة ماينتس، وجامعة فرايبورغ.

## جوائز
حصل على جوائز منها:
- دكتوراه فخرية (2008)
- دكتوراه فخرية (2007)
- دكتوراه فخرية (2004)
- نيشان استحقاق صليب الضباط لجمهورية ألمانيا الاتحادية
- نيشان استحقاق صليب الضباط لجمهورية ألمانيا الاتحادية.

## روابط خارجية
- جيرهارد مولر على موقع مونزينجر (الألمانية)